# Théâtre Ambra Jovinelli
Le théâtre Ambra Jovinelli (littéralement Teatro Ambra Jovinelli), ou plus simplement le Teatro Jovinelli, est un théâtre situé à Rome, en Italie. 
Il a été fondé par l'organisateur de théâtre Giuseppe Jovinelli, qui avait l'intention de construire un théâtre consacré à la variété et aux représentations comiques. La façade luxueuse présente un style riche et noble.
Construit dans l'ancien quartier de l'Esquilin, les travaux de construction ont commencé en 1906, et l'inauguration a eu lieu en 1909.